# La vía de oro
 La vía de oro es una película argentina dirigida por Edmo Cominetti sobre guion de Arturo S. Mom, quien también supervisaba el filme, que se estrenó el 20 de octubre de 1931 y que tuvo como principales actores a Nedda Francy y Alberto Lliri. El sonido era sincronizado, esto es que se grababa en un disco independiente del proyector y se ejecutaba en forma paralela a la proyección.

## Sinopsis
La película, que contiene escenas de exteriores filmadas en el Delta del Paraná narra un enfrentamiento entre efectivos de la Prefectura Naval Argentina y unos contrabandistas de seda en el río Paraná.

## Reparto
- Lidia Arce
- Alejandro Corvalán
- Carlos Dux
- Felipe Farah
- Nedda Francy
- Alberto Lliri
- Clara Milani
- Damián Méndez
- Carlos Nahuel
- Pablo Cumo

## Crítica
El crítico Néstor opinó que era “una película de aliento, sobre todo si se tiene en cuenta la precariedad de medios y recursos”.